# 亞納奧爾戈山 (阿科班巴區)
11°19′04″S 75°38′27″W / 11.31778°S 75.64083°W
亞納奧爾戈山（Yana Urqu），是秘魯的山峰，位於該國中部胡寧大區，由塔爾馬省的阿科班巴區負責管轄，屬於安地斯山脈的一部分，海拔高度4,200米。